# Fagertärn
Fagertärn este o arie protejată (arie specială de conservare — SAC, sit de importanță comunitară — SCI) din Suedia întinsă pe o suprafață de 35,4 ha, integral pe uscat.

## Localizare
Centrul sitului Fagertärn este situat la coordonatele 58°45′43″N 14°42′04″E / 58.762°N 14.701°E.

## Înființare
Situl Fagertärn a fost declarat sit de importanță comunitară în decembrie 1995 pentru a proteja un număr necunoscut de specii din flora spontană și fauna sălbatică aflate în arealul zonei. Situl a fost protejat și ca arie specială de conservare în martie 2011.

## Biodiversitate
Situată în ecoregiunea boreală, aria protejată conține 4 habitate naturale: Taiga vestică, Mlaștini turboase de tranziție și turbării mișcătoare, Mlaștini împădurite, Lacuri și iazuri distrofice naturale.
La baza desemnării sitului se află un număr nedeclarat de specii protejate.